# 澤田洋典
澤田 洋典（さわだ ひろのり、1956年 - ）は、日本の外交官。アンゴラ国駐箚特命全権大使を経て、北マケドニア国駐箚特命全権大使。

## 経歴・人物
熊本県出身。熊本県立玉名高等学校（第27回卒業）を経て、1980年東京外国語大学外国語学部ポルトガル・ブラジル語学科卒業、外務省入省。在ブラジル日本国大使館参事官を経て、2010年シカゴ領事。2015年外務省人事課調査官。2016年から駐アンゴラ特命全権大使を務めた。2020年駐北マケドニア特命全権大使。2023年1月依願免職。